# Fonotefrito

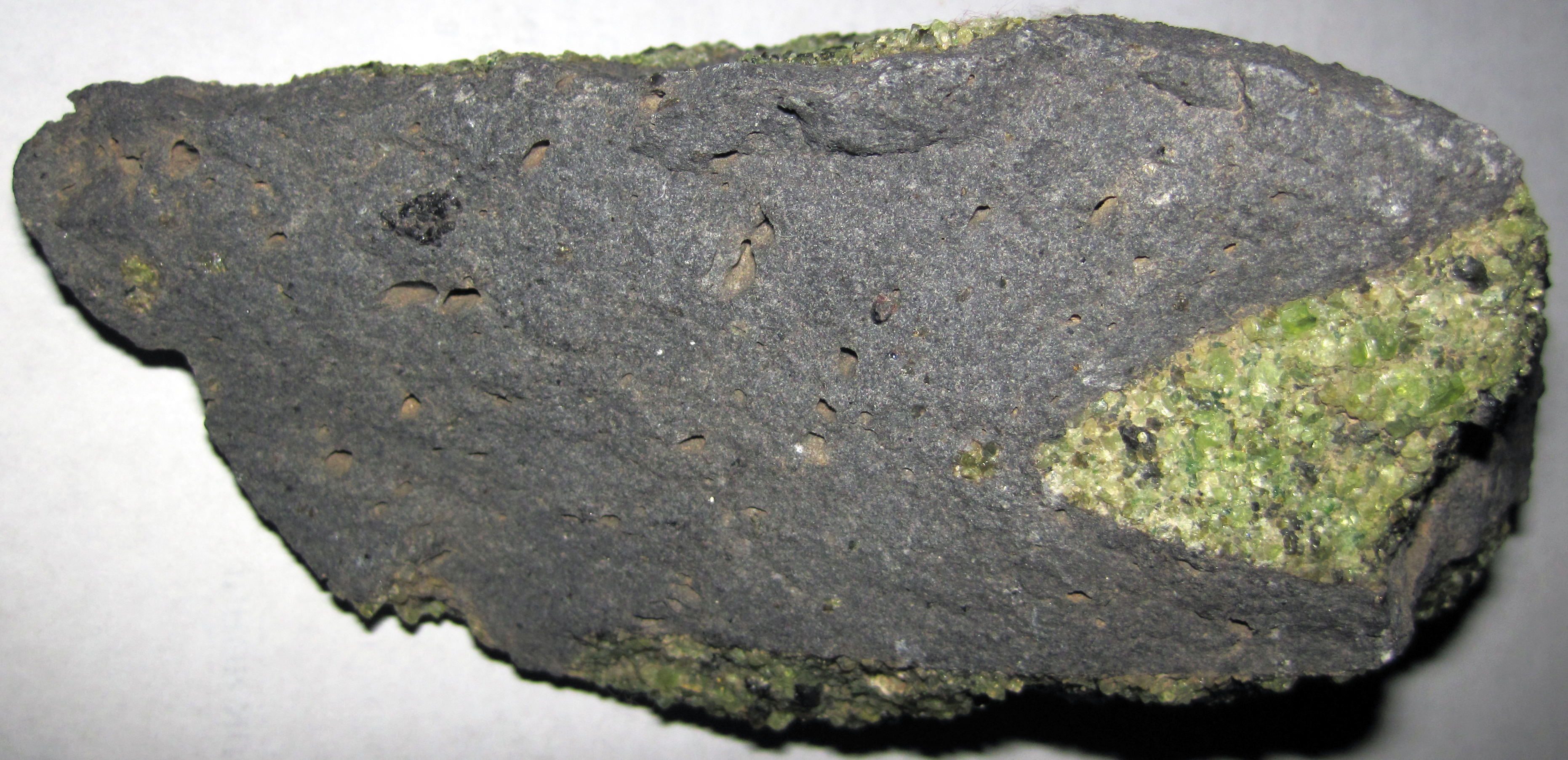
Xenólito de peridotito (verde) num fonotefrito de Peridot Mesa, Arizona.

Fonotefrito, ou fono-tefrito, é uma rocha vulcânica fortemente alcalina, com composição que se situa entre o fonolito e o tefrito. Esta invulgar rocha ígnea contém 7 a 12% de álcalis e 45 a 53% de sílica (ver diagrama TAS). Pode ser descrita como um fonolito máfico ou um tefrito potássico. Foram identificados fluxos lávicos e cones vulcânicos de fonotefrito na Antárctida (por exemplo, Monte Erebus), na Europa (por exemplo, Monte Vesúvio), na América do Norte (por exemplo, Campo vulcânico da Montanha Satah) e em África (por exemplo, Jbel Saghro).